# Кузнецов, Валерий Ювенальевич
Вале́рий Ювенальевич Кузнецов (род. 4 марта 1958, Пенза, РСФСР, СССР) — советский и российский художник-скульптор. Заслуженный художник Российской Федерации (2009).

## Биография
Родился 4 марта 1958 года в г. Пензе. В 1981 году окончил Пензенское художественное училище имени К. А. Савицкого. С 1998 года является членом Союза художников России. Неоднократно участвовал в региональных, межрегиональных, всероссийских и международных творческих выставках. С 1999 года по настоящее время является председателем скульптурной секции и членом правления Пензенского регионального отделения Всероссийской творческой общественной организации «Союз художников России».

## Выставки
Основные выставки с участием В. Ю. Кузнецова:
- VIII региональная выставка «Центральных областей России», Центральный дом художника, г. Москва, 1997 год.
- IX региональная выставка «Центральных областей России», г. Липецк, 2003 год.
- VII Международная выставка миниатюры, г. Горни-Милановац, Сербия и Черногория, 2003 год.
- II-й Международный симпозиум по скульптуре, г. Чаудок, Вьетнам, 2005 год.
- Всероссийская скульптурная выставка, г. Липецк, 2006 год.
- Всероссийский симпозиум по стеклу, г. Никольск, Пензенской области, 2006 год.
- Конкурс «Золотая палитра» на лучшее художественное произведение изобразительного искусства по Приволжскому федеральному округу за 2006 год.
- Региональный общественный фонд «Золотая палитра», г. Саратов, 2007 год.
- Международный симпозиум «Бронзовые мелодии», г. Пенза, Россия, 2007 год.
- Х Региональная выставка «Художники Центральных областей России», г. Ярославль, 2008 год.
- XI Всероссийская художественная выставка, Центральный дом художника, г. Москва, 2009 год.
- II-ой Международный симпозиум по художественному стеклу, г. Никольск, Пензенская область, 2009 год.
- Выставка «Большая Волга в Москве», Центральный дом художника, г. Москва, 2009 год.
- Всероссийская скульптурная выставка, г. Саранск, Республика Мордовия, 2009 год.
- Межрегиональная выставка «Художники Центральных областей России», г. Липецк, 2018 -2019 гг.
- Областная художественная выставка по итогам года, г. Пенза, 2018 г.
- Всероссийская художественная выставка «Россия», Центральный дом художника, г. Москва, 2019 г.

Персональные выставки В. Ю. Кузнецова:
- Музей Конёнкова, г. Москва, 1994 год.
- Центральный дом художника, г. Москва, 1995 год.
- Галерея «Mihael», г. Прага, Чешская Республика, 1998 год.
- Галерея «Вавилон», г. Самара, 2003 год.
- Дом Учёных, г. Саров, Нижегородская область, 2008 год.
- Пензенская областная картинная галерея имени К. А. Савицкого, г. Пенза, 2009 год.

## Работы
Работы В. Ю. Кузнецова находятся в музеях России — Пензенской областной картинной галерее имени К.А. Савицкого и Астраханской государственной картинной галерее имени П.М. Догадина.
Памятники, памятные сооружения, скульптуры и мемориальные доски, созданные В.Ю. Кузнецовым, находятся в различных регионах России (г. Москва, Пензенская область, г. Саранск) и Вьетнама (г. Чаудок):
- Памятник литературным героям поэмы Венедикта Ерофеева «Москва — Петушки», г. Москва, Площадь Борьбы (1998). Совместно с Манцеревым С.В.
- Памятник Николаю и Елене Рерихам, Центр Рерихов, г. Москва (1999). Совместно с Манцеревым С.В.
- Парковая скульптура «Шёпот». Набережная реки Меконг, г. Чаудок, Вьетнам (2005).
- Мемориальная доска политическому и государственному деятелю РСФСР, Почетному гражданину Пензенской области и г. Пензы Л. Б. Ермину, г. Пенза (2005).
- Парковая скульптура «Молодая мама», г. Москва, Зеленоградский административный округ (2007). Совместно с Манцеревым С.В.
- Памятник русскому историку В. О. Ключевскому, г. Пенза (2008).
- Парковая скульптура «Дама с собачкой», г. Пенза (2008).
- Парковая скульптура «Лисий мостик», г. Саранск, Республика Мордовия (2009).
- Парковая скульптура «Новая жизнь» («Ребёнок в капусте»), г. Саранск, Республика Мордовия (2010).
- Парковая скульптура «Шкатулка «Русские народные пословицы», г. Пенза (2010)[1].
- Бюст Героя Российской Федерации А. В. Каляпина, Пензенская область, г. Сердобск (2010).
- Мемориальная доска государственному деятелю Российской империи, премьер-министру П. А. Столыпину, Пензенская область, Никольский район, с. Столыпино, Музей П.А. Столыпина (2011).
- Мемориальная доска, государственному деятелю Российской Империи, премьер-министру П. А. Столыпину, г. Пенза, интерьер здания Законодательного Собрания Пензенской области (2011).
- Бюст Героя Советского Союза генерал-полковнику В. К. Пикалову, начальнику химических войск Министерства обороны СССР, Пензенская область, Пензенский район, п. Леонидовка, войсковая часть (2011).
- Парковая скульптура «Петр I», Саратовская область, г. Энгельс (2012).
- Мемориальная доска благотворительнице, кавалерственной даме М. М. Киселевой, г. Пенза (2012).
- Парковая скульптура «Предъяви пропуск», Пензенская область, г. Заречный, (2013). Совместно с Феоктистовым Г. М.
- Парковая скульптура «Ювелир», г. Пенза, (2013). Совместно с Феоктистовым Г. М.
- Памятник русскому поэту А. А. Блоку, Пензенская область, Колышлейский район, Бекетовская роща, (2014).
- Мемориальная доска пензенцам — участникам Первой мировой войны (45-й пехотной дивизии Русской императорской армии), г. Пенза, здание Института военного обучения Пензенского государственного университета(2014)[2][3][4][5][6][7][8][9][10][11][12][13][14][15][16].
- Мемориальная доска Герою Советского Союза К. С. Бадигину, писателю, исследователю Арктики, г. Пенза (2014).
- Бюст Герою Советского Союза Н. Ф. Горюнову, Пензенская область, Городищенский район, п. Чаадаевка (2014).
- Мемориальная доска капитану I ранга А. Я. Жукову, командиру первой советской атомной подводной лодки К-3 («Ленинский комсомол»), председателю Пензенского морского собрания, г. Пенза (2015)[17][18].
- Мемориальная доска актеру немого кино И. И. Мозжухину, г. Пенза (2014)[19][20][21].
- Мемориальная доска основателю Пензенского областного отделения Российского фонда милосердия и здоровья И. С. Хлебушкиной, г. Пенза (2016).
- Памятник на могиле Губернатора Пензенской области В. К. Бочкарёва на Новозападном кладбище, г. Пенза (2017).
- Мемориальная доска первому командующему Воздушно-десантными войсками, генерал-лейтенанту В. А. Глазунову, г. Пенза (2017).
- Мемориальная доска В. К. Бочкареву, Пензенская область, г. Нижний Ломов, Ледовый дворец (2017).
- Скульптура «Младенец на ладони, озаренный лучами солнца» перед зданием Перинатального центра на территории Пензенской областной больницы имени Н. Н. Бурденко, г. Пенза (2017).
- Скульптурная композиция «Пензяк толстопятый» в сквере «Копилка пословиц», г. Пенза (2018). Совместно с Феоктистовым Г. М.
- Мемориальная доска В. С. Годину, г. Пенза, здание Государственного архива Пензенской области (2018)[22].
- Памятник пограничникам, Пензенская область, г. Кузнецк (2018).
- Мемориальная доска З. С. Шваму, г. Пенза, Комсомольский парк (2018).
- Мемориальная доска В. О. Ключевскому, г. Пенза (2018).
- Мемориальная доска П. А. Казаченкову, погибшему при исполнении воинского долга в Сирии, г. Пенза, здание кадетской школы № 46  (2018).
- Мемориальная доска И. И. Привалову, Пензенская область, Нижнеломовский район, с. Верхний Ломов, здание средней школы (2018).
- Двухфигурная скульптурная композиция, посвященная встрече А. П. Бахметевой и Л. Н. Толстого в городе Никольске, Пензенская область, г. Никольск (2019).
- Мемориальная доска Герою России П. А. Петрачкову, г. Пенза, здание Многопрофильного колледжа Пензенского государственного университета (2019).
- Стела первому командующему Воздушно-десантными войсками, генерал-лейтенанту В. А. Глазунову, Пензенская орбласть, Колышлейский район, на месте д. Варваровка (2019).
- Мемориальная доска И. М. Крышову, г. Пенза (2019).
- Мемориальная доска Герою России Д. Д. Яфарову, Пензенская область, Кузнецкий район, с. Татарский Канадей (2019).
- Стела создателям города Заречный Пензенской области, Пензенская область, г. Заречный (2019).
- Скульптурная композиция, посвященная народной артистке РСФСР Людмиле Лозицкой в роли Софьи Игнатьевны Турусиной в спектакле по пьесе А. Н. Островского «На всякого мудреца довольно простоты» и народному артисту СССР Борису Тенину в роли Швейка в художественном фильме «Новые похождения Швейка», Пензенская область, г. Кузнецк, сквер имени А. Н. Радищева, арт-пространство «Театр» (2021).
- Скульптурная композиция, посвященная детям войны, в июне 1941 года эвакуированным из пионерских лагерей Белоруссии, Пензенская область, г. Кузнецк, Привокзальная площадь (2021).
- Мемориальная доска лингвисту-тюркологу Эдхяму Тенишеву, г. Пенза, ул. Московская, 74 (2022).

### Галерея

Памятник В.О. Ключевскому в Пензе (2008)
Мемориальная доска Л. Б. Ермину в Пензе (2005)
Скульптура «Дама с собачкой» в Пензе (2008)
Скульптура «Шкатулка «Русские народные пословицы» в Пензе (2010)
Мемориальная доска М. М. Киселёвой в Пензе (2012)
Скульптура «Ювелир» в Пензе (2013)
Мемориальная доска пензенцам — участникам Первой мировой войны в Пензе (2014)
Мемориальная доска А. Я. Жукову в Пензе (2015)
Мемориальная доска-горельеф И. И. Мозжухину в Пензе (2016)
Памятник на могиле В. К. Бочкарёва на Новозападном кладбище в Пензе (2017)
Мемориальная доска-горельеф В. С. Годину на здании Государственного архива Пензенской области в Пензе (2018)
Мемориальная доска-барельеф Герою России П. А. Петрачкову в Пензе (2019)
Скульптура народного артиста СССР Бориса Тенина в роли Швейка в фильме «Новые похождения Швейка» в г. Кузнецке (2021)
Скульптура народной артистки РСФСР Людмилы Лозицкой в роли Софьи Турусиной в спектакле по пьесе А. Н. Островского «На всякого мудреца довольно простоты» в г. Кузнецке (2021)
Скульптурная композиция детям войны, в июне 1941 года эвакуированным из пионерских лагерей Белоруссии в г. Кузнецке (2021)
Мемориальная доска лингвисту-тюркологу Эдхяму Тенишеву в Пензе (2022)

## Награды и звания
- 1998 год — почётная грамота правительства Москвы (за создание памятника посвящённому писателю Венедикту Ерофееву).
- 1998 год — медали и дипломы Международного центра Рерихов (за участие в создании памятника Елене и Николаю Рерихам).
- 2001 год — диплом губернатора Пензенской области (за достижения в области изобразительного искусства).
- 2004 год — диплом Союза художников России (за успехи в творчестве и содействие развитию изобразительного искусства России).
- 2007 год — диплом конкурса «Золотая палитра» на лучшее художественное произведение изобразительного искусства по Приволжскому федеральному округу в номинации «Скульптура».
- 2008 год — почётная грамота главы города Пензы (за заслуги в изобразительном искусстве).
- 2009 год — почётное звание Российской Федерации «Заслуженный художник Российской Федерации».
- 2009 год — премия губернатора Пензенской области в номинации «Изобразительное искусство» (за цикл скульптурных работ).
- 2010 год — диплом губернатора Пензенской области (за достижения в области изобразительного искусства).
- 2010 год — диплом Союза художников России (за успехи в творчестве и содействие развитию изобразительного искусства России).
- 2012 год — почётная грамота главы Энгельского муниципального района Саратовской области (за большой личный вклад в сохранение историко-культурного наследия в Энгельском муниципальном районе).
- 2013 год — премия губернатора Пензенской области в номинации «Произведения монументального искусства» (за цикл скульптурных работ).
- 2015 год — медаль «Патриот России» Российского государственного военного историко-культурного центра при Правительстве Российской Федерации.
- 2015 год — благодарность губернатора Пензенской области (за многолетнюю творческую деятельность, значительный личный вклад в развитие изобразительного искусства и культуры, активное участие в общественной жизни Пензенской области и в связи с 75-летием создания Пензенского регионального отделения Союза художников России).
- 2017 год — премия губернатора Пензенской области в номинации «Произведения монументального искусства» (за создание мемориальной доски-горельефа русскому актёру немого кино И. И. Мозжухину).
- 2018 год — почётное звание Пензенской области «Заслуженный работник культуры Пензенской области» (за заслуги в области культуры и многолетнюю плодотворную работу).

### Видео
- В Пензе установили мемориальную доску участникам Первой мировой войны (ТРК «Экспресс», г. Пенза).
- В Пензе автор горельефа Ивану Мозжухину приоткрыл завесу тайны над своим творением (ГТРК «Пенза»).